# یاریمجا (یورغیر)
یاریمجا (به ترکی استانبولی: Yarımca) یک منطقهٔ مسکونی در ترکیه است که در یورغیر واقع شده‌است.